# Hyottoko

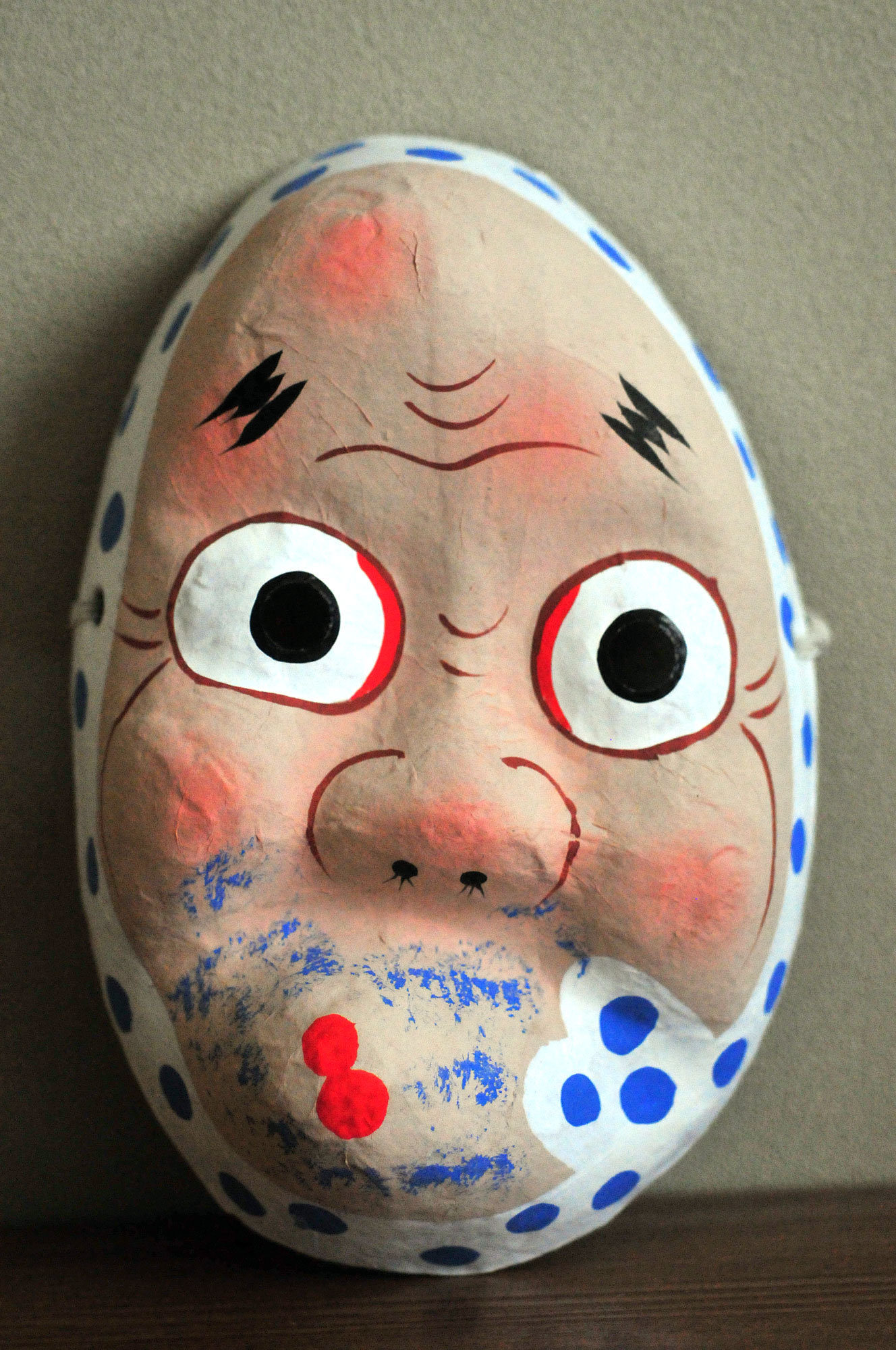
Hyottoko Mask

Hyottoko (火男) es un personaje legendario, y hoy es un tipo de máscara que lo representa. En ocasiones difieren en el tamaño de los ojos izquierdo y derecho, habitualmente se acompaña de un pañuelo alrededor de la cabeza (usualmente blanco con puntos azules). Existe un personaje femenino similar llamado okame (阿亀) u otafuku (阿多福). 
El nombre proviene de Hi (fuego) y Otoko (hombre), porque el personaje arroja fuego a través de un tubo de bambú, y a través de los dialectos locales derivó en Hyottoko (ひょっとこ). 

## Historia
En la prefectura de Iwate existe una leyenda sobre el origen de Hyottoko. En ella se relata como era un niño con una cara extraña que podía producir oro con su ombligo. Cuando alguien moría en una casa, había que poner la máscara de este niño sobre el hogar para atraer la buena fortuna. El nombre del niño era Hyoutokusu (ヒョウトクス). Este es considerado uno de los nombres posibles que dieron lugar a Hyottoko.
Existen historias similares sobre el origen del nombre, pero en el noreste de Japón es tenido por dios del fuego.
Hyottoko aparece en el baile tradicional Dengaku (田楽), representando un papel cómico. Asimismo, danzantes con máscaras hyottoko participan en varios festivales locales japoneses, entre los cuales está el que se celebra en la prefectura de Miyazaki Miyazaki: Hyuga hyottoko natsumaturi (日向ひょっとこ夏祭り). Se cree que la danza de Hyottoko tiene su origen en el Periodo Edo.

## Otafuku

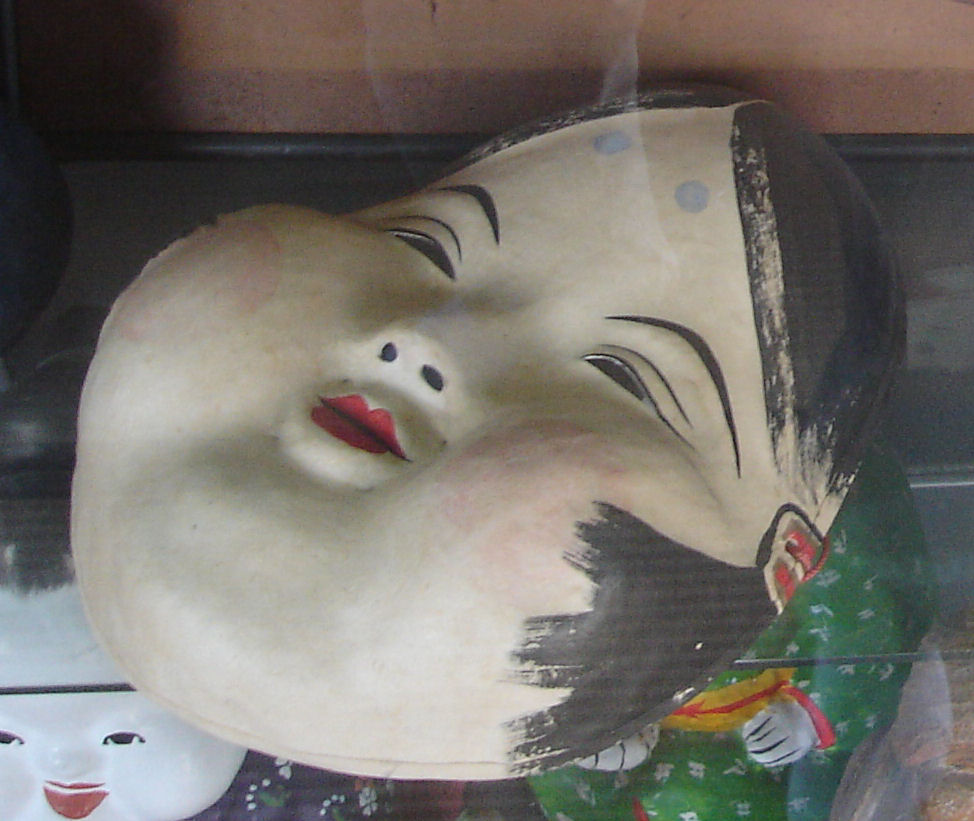
Máscara de Okame.

Otafuku, también conocida como Ofuku y Okame, es un popular personaje folclórico popular de Japón, representado en la forma de una mujer gorda y fea pero bondadosa y divertida. Su origen podría provenir de una famosa miko del período Ashikaga apodada Kamejo o "Mujer Tortuga", devota de la diosa Ame-no-Uzume, que recibía este nombre por asemejarse a la okame o máscara de tortuga tradicional, y que también habría recibido el epíteto de otafuku ("mucha buena fortuna") por su bondad y virtud. En siglos posteriores aparece repetidas veces en las artes escénicas como un personaje cómico y relacionado con la buena fortuna, a menudo acompañado de su esposo Hyottoko.
Con el tiempo comenzó a ser asociada también a la desinhibición y al humor sexual, y por la época del maestro budista zen Hakuin Ekaku, que la representaba con frecuencia en su arte, se la identificaba además como una prostituta, fea y cautivadora al mismo tiempo. Esta caracterización se relaciona probablemente con las meshimori onna, sirvientas-prostitutas del Japón urbano (a las que también se llamaba precisamente okame), pero también se mueve en sintonía con la doctrina zen de la no-dualidad (advaya), por la cual ni belleza ni fealdad existen, y por ende es inútil atarse a la primera o huir de la segunda.

## En la cultura popular
- El nombre es usado por un personaje del manga y anime Rurouni Kenshin.
- El nombre es mencionado en los capítulos 592 y 593 del anime Detective Conan.
- En el manga de Kimetsu no Yaiba, los herreros usan este tipo de máscaras, entre los que se encuentran Hotaru Haganezuka y Kozo Kanamori.
- En el anime Death Note, el personaje de L utiliza una máscara de Hyottoko
- El nombre es mencionado al final del capítulo 53 del anime Black Clover.
- En Buenas noches, Punpun aparece en varios capítulos
- En One Punch Man, el héroe de clase C, posición 347, se llama Hyotokko y porta una máscara de hierro de dicho personaje. Como arma usa un cesto de mimbre para capturar peces.
- En Dororo episodio 19 el herrero menciona el nombre de la máscara y explican el significado de su mueca.
- En Mahou Shoujo Site el rostro del administrador "Ni" es similar a la máscara Hyottoko.